# MechAssault: Phantom War

HUD di un BattleMech (schermo superiore del Nintendo DS) e relativo pannello radar (schermo inferiore della console portatile)

MechAssault: Phantom War è un videogioco del 2006 creato dalla software house Backbone Entertainment e pubblicato da Majesco Entertainment per la console portatile Nintendo DS.
Il gioco, ideale sequel della serie MechAssault per Xbox, è uno sparatutto in terza persona ispirato al gioco da tavolo BattleTech, che concerne il controllo di mech.

## Trama
L'ambientazione generale è quella di BattleTech, dove l'umanità ha colonizzato una larga porzione di Via Lattea, poi suddivisa in Stati interstellari controllati da dinastie nobiliari guerrafondaie. In conseguenza di ciò, la galassia è divenuta teatro di ostilità interminabili. I mech detti BattleMech, macchine imponenti e avanzate, in genere antropomorfe, condotte da un'élite di piloti chiamati MechWarrior, sono determinanti sui campi di battaglia.
Nel 3067 ebbe inizio la Jihād, la "Guerra Santa" dei Word of Blake, un conflitto interstellare che coinvolse le maggiori potenze della Inner Sphere.
Durante la Jihād, le truppe dei Word of Blake erano solite dare l'assalto ad importanti mondi industriali per ostacolare le possibilità belliche delle Grandi Casate nobiliari e sopraffarle. Contemporaneamente, furono architettate false comunicazioni da immettere nella rete di telecomunicazioni HPG, per manipolare le decisioni dei leader avversari, innescare caos e fomentare la loro reciproca diffidenza e astiosità. La belligeranza continuò sino a quando, nel 3081, i Word of Blake furono costretti alla sconfitta da una coalizione di forze.
La Repubblica della Sfera sorse dalle ceneri lasciate dalla Jihād. Fu fondata nel 3081 sulla Terra.
Dai negoziati tra i leader delle grandi potenze della Inner Sphere e della Periphery (con l'eccezione della Confederazione di Capella), riuniti per discutere sulla realizzazione di uno "stato cuscinetto" tra le varie forze, scaturì l'istituzione della Repubblica della Sfera. Fu inoltre raggiunto un accordo che prevedeva la cessione di alcuni dei numerosi mondi conquistati dai Word of Blake alla Repubblica della Sfera.
Nel corso della sua storia, la Repubblica s'impegnò a porre rimedio ai danni inflitti dagli eventi della Jihād alle infrastrutture e al commercio interstellare dei mondi.
La cosiddetta "Età Buia" ebbe inizio con il black-out dell'80% della rete di comunicazione HPG, nel 3132. Con il collasso delle trasmissioni interstellari, l'umanità fu improvvisamente spinta indietro ai giorni dove la comunicazione spaziale "ultra-luce" non era possibile ed i messaggi dovevano essere portati da navi-corriere (le BalzoNavi).
Il blackout dette alle Grandi Casate e ai Clan superstiti (insediatisi nella Inner Sphere in seguito al fallimento dell'Invasione dei Clan) l'occasione di riconquistare i mondi persi a causa dei World of Blake e in seguito ceduti alla Repubblica della Sfera, nell'ambito di un patto di non belligeranza. Una nuova corsa agli armamenti ebbe inizio.

### Prologo
È l'anno 3134 e dopo mezzo secolo di pace, la Repubblica della Sfera sta vivendo un'"età oscura". Buona parte dei Generatori di IperImpulso (HPG), i mezzi di comunicazione interstellare che connettono le nazioni della Inner Sphere, sono stati materialmente distrutti o danneggiati o, in altri casi, messi fuori causa da un virus di tipo informatico; un sabotaggio operato da ignoti per un oscuro fine, che ha lasciato la maggior parte dei sistemi planetari fuori dalla rete delle informazioni.
Vengono diffuse voci secondo le quali gli apparati dei generatori superstiti, nel loro "condizione dormiente", potrebbero esser convertiti in potenti armi. Il governo dello Stato del Commonwealth Lyrico per primo, dando credito a tali voci, cerca di approfittarne, inviando (completata la necessaria preparazione al centro di addestramento del pianeta Arluna) un'apposita task force, formata dal capitano delle Forze Armate del Commonwealth Lyrico, Jane Faulkner, dal MechWarrior Vallen Brice (pilota di BattleMech ed esperto informatico) e dall'ufficiale tecnico Banon Styles.

### Cronologia delle operazioni
Il capitano Jane Faulkner e la sua unità si uniscono alla Anodyne Cross Milizia, un gruppo militare impegnato nell'eliminazione, dal pianeta Wroclaw (appartenente al Commonwealth Lyrico), di una minaccia ribelle e ad agire su di un generatore HPG, ivi localizzato. Nel corso dell'operazione, tuttavia la Brice non riesce nell'hacking dell'HPG, innescandone la distruzione.

In seguito a tale fallimento, la Anodyne Cross Milizia tradisce la Faulkner e attacca la Drake, la sua Nave da Sbarco. Vallen Brice viene in suo soccorso, mettendola in salvo.

Faulkner sposta la sua forza d'intervento in una zona remota di Wroclaw e attua un contrattacco: tenta di eliminare Dante Fierus, il Comandante della Anodyne Cross Milizia, ma questi trova rifugio sul pianeta Tsinan.
Non appena Faulkner e la sua unità atterrano su Tsinan, un sistema jammer inizia a disturbare ogni comunicazione. Il capitano manda la Brice, in una Battle Armor (un'armatura da combattimento potenziata), con il supporto di Banon Styles, per eliminare il disturbatore di frequenze. In seguito, il capitano pianifica una serie di assalti contro le strutture della Anodyne Cross Milizia, tra cui i gruppi elettrogeni e le navi di approvvigionamento.
L'unità della Faulkner agisce sul sistema HPG presente sul pianeta. In questa circostanza, il tentativo di riconversione ha successo e l'impulso elettromagnetico risultante, mette fuori causa la maggior parte delle forze avversarie.
La task force si muove sul pianeta Qarahta per distruggere le unità da guerra del Clan Hell's Horses, forza in combutta con la Anodyne Cross Milizia.

La campagna su Qarahta è diretta contro depositi di munizioni, una pista di atterraggio, un convoglio di rifornimenti e la Nave da Sbarco del Clan.
Su Niangol, il capitano Jane Faulkner prepara un'azione per colpire Dante Fierus. Tuttavia, la missione termina prematuramente quando Dante distrugge la Drake (giunta in prossimità della sua base), uccidendo la Faulkner e Banon Styles.
In seguito, Vallen Brice si scontra con Fierus in duello, sconfiggendolo.

## Modalità di gioco

### Giocatore singolo
La campagna singleplayer è composta da 24 missioni da svolgersi su quattro mondi differenti (oltre ad un quinto, impiegato per il training dei giocatori alle prime armi). MechAssault: Phantom War consente il controllo di mech, veicoli e torrette armate anche mediante il "Neurohacking", un hackeraggio realizzato attraverso la soluzione di puzzle game consistenti nella ricomposizione di una serie di simboli o linee.
Le fasi di gioco sono visualizzate sullo schermo superiore del Nintendo DS, pannello che contiene anche l'HUD, mentre il pannello inferiore touch screen, mostra il radar e le funzioni del mech pilotato e agisce come controller di alcune funzioni. Alla croce direzionale e ai pulsanti integrati, vengono deputati i controlli di movimento e di fuoco. MechAssault: Phantom War dà anche la possibilità di controllo con il pennino in dotazione al Nintendo DS.

### Multiplayer
Per la modalità di utilizzo multigiocatore, lo sviluppatore ha previsto un unico sistema, quello in LAN (per due o quattro giocatori), che offre modelli di gioco come Deathmatch, Team Deathmatch e due varianti di King of the Hill.
Ciascuna delle otto arene disponibili si differenzia per caratteristiche morfologiche del terreno e condizioni meteorologiche.